# Craspedophyllum apiculatum
Craspedophyllum apiculatum là một loài rêu trong họ Orthotrichaceae. Loài này được (Hook.) Grout mô tả khoa học đầu tiên năm 1946.